# Michel Foucault
Paul Michel Foucault (wym. /miʃɛl fuko/, ur. 15 października 1926 w Poitiers, zm. 25 czerwca 1984 w Paryżu) – francuski filozof, historyk i socjolog. W latach 1970–1984 zasiadał w Collège de France na specjalnie stworzonej dla niego katedrze „Historia systemów myślenia”. Uznany przez The Times Higher Education Guide za najczęściej cytowanego autora w naukach humanistycznych w pierwszej dekadzie XXI wieku.
Zazwyczaj łączony z poststrukturalizmem i postmodernizmem, sam odżegnywał się od tych afiliacji, podkreślając przede wszystkim wpływ filozofii Nietzschego na swoją pracę naukową. Przejął od niego przede wszystkim „genealogiczną” metodę badania, wzorowaną na modelu zastosowanym przez Nietzschego w Z genealogii moralności, i zastosował ją w badaniu „genealogii wiedzy” – odżegnywał się tym samym od teleologicznego rozumienia historii. Swe zainteresowania badawcze kierował w stronę krytycznej analizy instytucji społecznych, takich jak psychiatria, system penitencjarny czy seksualność – dostrzegał w nich nierozerwalną nić łączącą wiedzę z władzą.

## Życiorys

### Młodość i studia
Urodził się jako drugie dziecko wybitnego chirurga i profesora anatomii Paula-André Foucaulta oraz Anne-Marie Malapert. Ojciec chciał, by – jak on i dziadek, który także był chirurgiem – został lekarzem.
Po ukończeniu jezuickiego kolegium Saint-Stanislas w Poitiers (lata nauki przypadały na okres II wojny światowej – Poitiers znajdowało się początkowo w strefie Vichy, później trafiło pod jurysdykcję niemiecką) w 1946 roku wstąpił do renomowanej paryskiej École Normale Supérieure – w ten sposób wstąpił na klasyczną we Francji drogę kariery akademickiej w naukach humanistycznych. Na lata te przypadają dłuższe okresy poważnej depresji oraz próby samobójcze.
Być może to pod wpływem psychiatry, doktora Gaillot, Foucault zainteresował się psychologią. Studia psychologiczne podjął już po uzyskaniu licencjatu z filozofii – ukończył je w 1947 roku (miał zatem dyplomy z filozofii, psychologii oraz psychopatologii). Foucault-filozof był uczniem Louisa Althussera; Foucault-psycholog był uczniem Ludwiga Binswangera. W 1949 roku ukończył studia obroną pracy Konstytucja transcendentalności historycznej w Heglowskiej „Fenomenologii ducha”.
Jak wielu innych ze swego środowiska, w 1950 roku wstąpił (pod wpływem swojego mentora Althussera) do Francuskiej Partii Komunistycznej i był jej członkiem do 1953 (według innego źródła przez 5 lat) – według historyka Emmanuela Le Roy Ladurie nie uczestniczył jednak nigdy w pracach organizacji partyjnej. Wystąpił z partii, gdy okazało się, że prominentni członkowie partii nie chcą wyciągnąć żadnych konsekwencji z przedostających się wówczas na Zachód informacji o systemie represji stalinowskich.

### Kariera akademicka i działalność społeczna
Foucaultowi nie udało się w 1950 roku uzyskać agregacji (fr. agrégation), ale powiodło mu się to, gdy ponowił starania rok później – tak więc w 1951 roku złożył egzamin państwowy z filozofii, natomiast w 1952 roku zdobył dyplom z psychopatologii. Krótko wykładał w École Normale, a następnie (w latach 1953–1954) pracował jako asystent na wydziale psychologii uniwersytetu w Lille (Université Lille Nord de France). Wówczas Foucault nie był zainteresowany karierą nauczycielską i zdecydował się na wyjazd z Francji na dłużej. Poza Francją przebywał w latach 1955–1960, pracując jako wykładowca literatury i języka francuskiego. Dzięki poparciu Georges’a Dumézila – swego przyjaciela i mentora, który zaaranżował mu stanowisko delegata kulturalnego, mógł podjąć pracę na uniwersytecie w szwedzkiej Uppsali. Kierował tam Maison de France – placówką zajmującą się propagowaniem kultury francuskiej za granicą (w czasie jego pobytu bywali tam m.in. Albert Camus i Roland Barthes).
W latach 1958–1959 był dyrektorem Centrum Francuskiego na Uniwersytecie Warszawskim. Pobyt w Polsce pogłębił jego rozczarowanie ideologią marksizmu-leninizmu i praktykami partii komunistycznych. Warszawę musiał opuścić nagle w wyniku prowokacji na tle seksualnym (Służba Bezpieczeństwa sprowokowała intrygę, wykorzystując homoseksualizm Foucaulta). Następnie pracował jakiś czas w Hamburgu w Niemczech, gdzie stanął na czele Instytutu Francuskiego.
Foucault wrócił do Francji, by ukończyć pracę doktorską pisaną poza krajem. Od 1960 roku pracował jako docent psychologii na uniwersytecie w Clermont-Ferrand. W sobotę 20 maja 1961 r. 35-letni Foucault stanął przed szczelnie wypełnionym amfiteatrem Sorbony i komisją egzaminacyjną. Błyskotliwa obrona rozprawy doktorskiej składającej się z dwóch części (głównej – Folie et déraison: Histoire de la folie à l'âge classique i pomocniczej – tłumaczenie i opracowanie Antropologii Kanta) stanowiło punkt zwrotny w karierze Foucaulta. W roku 1962 Foucault otrzymał nominację profesorską – objął katedrę w Clermont-Ferrand – tam również poznał swego towarzysza życia, Daniela Deferta. W latach 1966–1968 był profesorem filozofii w Tunisie – był tam świadkiem buntu studentów, z którym sympatyzował, ściągając na siebie niechęć władz. W 1968 roku objął stanowisko organizatora Wydziału Filozoficznego na powołanym właśnie do życia w wyniku wydarzeń majowych Uniwersytecie w Vincennes.
W roku 1970 (niewielką większością głosów) otrzymał utworzoną specjalnie dla siebie katedrę „historii systemów myślenia” w Collège de France. W 1970 roku Foucault po raz pierwszy wybrał się do USA – miał tam odtąd wracać wielokrotnie z wykładami (zwłaszcza na Uniwersytet w Berkeley) – to właśnie na ziemi amerykańskiej w Zabriskie Point w Death Valley National Park w 1975 roku eksperymentował z LSD – później miał to określić mianem „najlepszego przeżycia w całym życiu”.
Foucault zaangażował się w ruch praw dla więźniów. W 1971 roku powołał nieformalną organizację zajmującą się obserwacją warunków w więzieniach. W 1978 roku Foucault wybrał się do Iranu – w cyklu reportaży z podróży pisanych na zamówienie „Corriere della Sera” (nie kryjąc entuzjazmu) opisywał upadek reżimu szacha Rezy Pahlaviego i ostatnie przygotowania do rewolucji islamskiej (jej losami i wypaczeniami miał się później wielokrotnie zajmować podczas rozmów m.in. z najważniejszymi politykami irańskimi goszczącymi w Paryżu). Na początku lat 80. Foucault aktywnie zaangażował się w pomoc dla Polski. Po wprowadzeniu stanu wojennego opublikował wraz z Pierre’em Bourdieu list protestacyjny Les rendez-vous manqués w Liberation, a następnie brał udział w wielu inicjatywach, mających na celu wspieranie polskiej opozycji. W 1982 r. Foucault przyjechał do Polski z konwojem żywności i pomocą medyczną zorganizowanym przez Lekarzy Świata, wyrażając poparcie dla ruchu społecznego „Solidarność”.

## Życie prywatne
Był ateistą. Był także homoseksualistą. Charakterystycznym elementem jego ubioru był klasyczny golf.

## Choroba i śmierć
W czerwcu 1984 roku trafił z objawami przewlekłej grypy do paryskiego szpitala Salpêtrière (tego samego, który opisywał w Historii szaleństwa). Po miesięcznym pobycie w szpitalu zmarł w wyniku komplikacji wywołanych na tle – wówczas jeszcze prawie nieznanej – choroby AIDS.

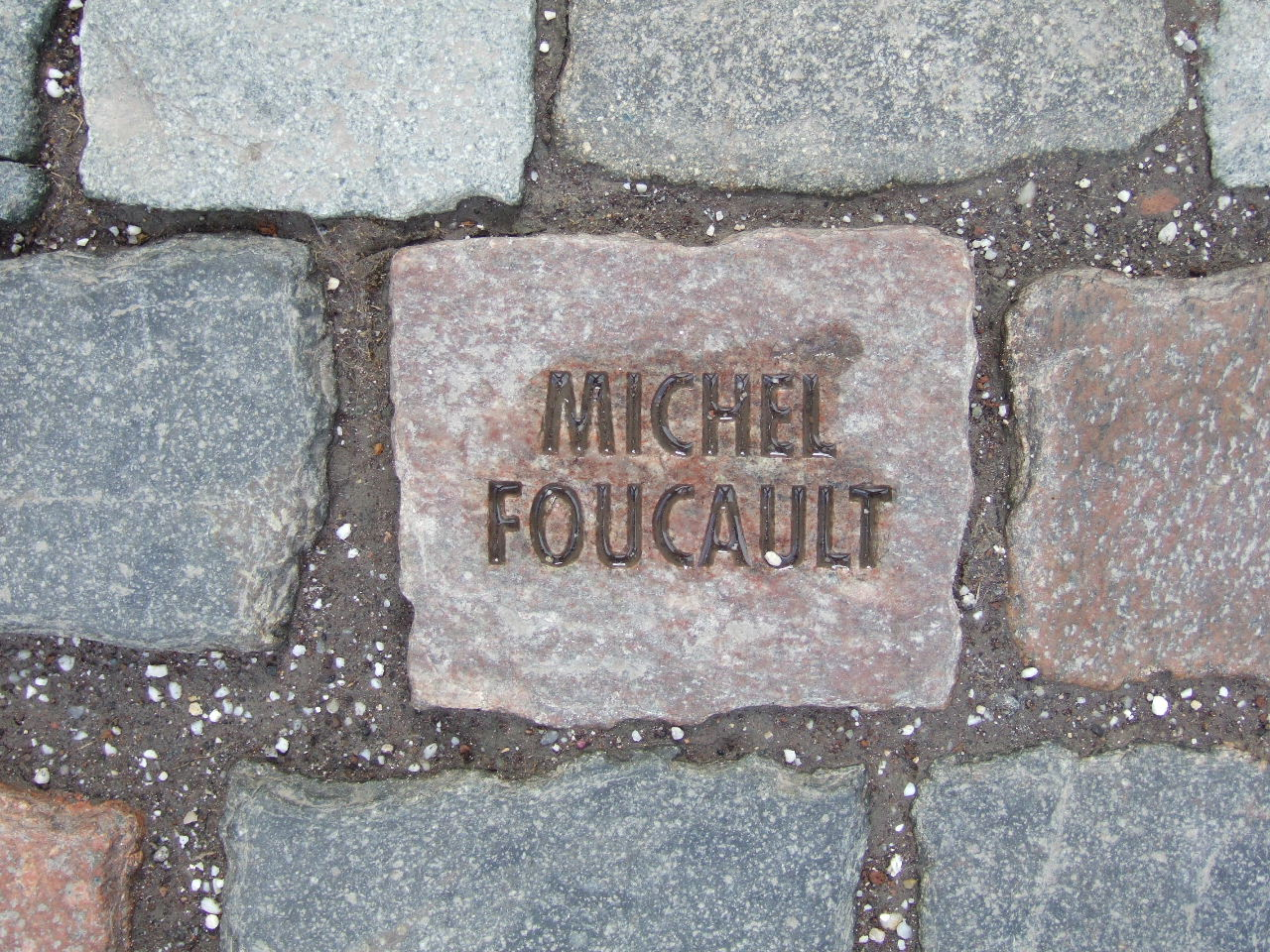
Tom Fecht: „Zimny kwadrat” – instalacja przy wejściu do Bundeskunsthalle w Bonn

## Koncepcje i publikacje
Publikacje i wykłady Michela Foucaulta, począwszy od lat 60. uzyskały szeroki rozgłos z powodu nowatorskich, śmiałych i kontrowersyjnych poglądów autora.
Foucault jest znany przede wszystkim jako autor krytycznych studiów nad instytucjami społecznymi takimi jak psychiatria, medycyna, nauki humanistyczne, system więziennictwa, a także ze swojej pracy na temat historii seksualności. Badaniom nad seksualnością Foucault poświęcił swoje trzy ostatnie książki (Wola wiedzy, Użytek z przyjemności oraz Troska o siebie), które w edycji polskiej ukazały się razem, pod wspólnym tytułem Historia seksualności. Szeroko dyskutowana była praca Foucaulta na temat władzy i związku między wiedzą i dyskursem.
Jego prace nie dają się łatwo zakwalifikować mimo związków z filozofią Fryderyka Nietzschego, strukturalizmem i marksizmem. Michel Foucault zastosował własną metodę badań, opartą na studium dyskursu. W latach 60. Foucaulta często traktowano jako strukturalistę. Foucault później zdystansował się od strukturalizmu. Chociaż zwykle jest określany mianem post-strukturalisty i postmodernisty, to sam Foucault odrzucał tego typu etykietki. Wolał, by jego myśl klasyfikowana była jako historia krytyczna nowoczesności, mająca swoje korzenie w filozofii Kanta.
Michel Foucault podjął refleksję krytyczną nad tradycją filozoficzną związaną z racjonalizmem i empiryzmem. Szczególne znaczenie w filozoficznych dociekaniach Foucaulta zajmowały archeologia wiedzy i genealogia władzy. W dziedzinie archeologii wiedzy podjął próbę analizy dyskursów. Natomiast w ramach genealogii władzy zajmował się wpływem dyskursu na kształtowanie zjawisk społecznych. Posługiwał się metodą analizy warunków historycznych, w jakich rozwijają się: wiedza, sposoby sprawowania władzy i egzekwowania przymusu. Rozpatrywał sposoby wykluczania i represjonowania pewnych grup, takich jak przestępcy, chorzy umysłowo, trędowaci, zadżumieni, żołnierze, dzieci.
Jest autorem neologizmu biopolityka (1971) odnoszącego się do formy sprawowania władzy nad grupami społecznymi i sposobem życia jednostek za pomocą biowładzy.
W 1954 roku ukazała się drukiem jego pierwsza samodzielna praca Maladie mentale et personnalité (Choroba umysłowa a osobowość) stanowiąca niejako podsumowanie wykładów, jakie prowadził w Paryżu i Lille. Książka bliższa jest raczej egzystencjalizmowi i fenomenologii w wersji Sartre’a. Foucault uważał ją później za swoją najmniej udaną pracę i konsekwentnie pomijał ją w bibliografiach swoich dzieł. Dostępny przekład na język polski oparty jest na gruntownie przerobionej wersji wydanej w 1962 roku pod tytułem Maladie mentale et psychologie (Choroba umysłowa a psychologia).
Jego rozprawa doktorska Folie et déraison. Histoire de la folie à l'âge classique (Szaleństwo i nierozum. Historia szaleństwa w dobie klasycyzmu) przedłożona do publikacji w renomowanym wydawnictwie Gallimarda została przez redaktorów odrzucona. Gdy ukazała się w końcu nakładem wydawnictwa Plon, została bardzo dobrze przyjęta – pochlebne recenzje napisali m.in. Roland Barthes, Michel Serres i czołowy przedstawiciel historycznej szkoły „Annales” Fernand Braudel. Była to pierwsza znacząca książka Foucaulta, napisana w większości podczas pobytu w Szwecji. Przedmiotem studiów są w niej idee, praktyki, instytucje, sztuka i literatura związana z szaleństwem w historii Zachodu. Foucault rozpoczyna swoją historię w Średniowieczu, zwracając uwagę na społeczne i fizyczne wykluczenie trędowatych. Dowodzi, że wraz ze stopniowym zanikiem trądu, jego miejsce zajęło szaleństwo. Statek głupców z XV stulecia stanowi literacką wersję jednej z takich praktyk wykluczania – mianowicie wysyłanie szaleńców w morze. W XVII-wiecznej Europie, w ruchu, który Foucault nazwał Wielkim Uwięzieniem, członkowie populacji „pozbawieni rozumu” byli zamykani i instytucjonalizowani. W XVIII stuleciu zaczęto traktować szaleństwo jako przeciwieństwo Rozsądku, i ostatecznie w XIX wieku jako chorobę psychiczną.
Ponadto Foucault dowodzi, że szaleństwo zostało wyciszone przez Rozsądek, tracąc swoją moc wyznaczania granic porządku społecznego i wskazywania na prawdę. Bada pojawienie się naukowego i „humanitarnego” traktowania szaleńców, mianowicie w rękach Philippe’a Pinela i Samuela Tuke’a (1784–1857), którzy – jak sugeruje – byli pierwszymi, którzy wypracowali koncepcję „choroby umysłowej”. Twierdzi, że te nowe metody leczenia były w istocie w równej mierze przepojone kontrolą, jak i poprzednie. Leczenie szalonych przez Pinela sprowadzało się do poszerzonej terapii awersją i polegało na takich zabiegach jak mrożące prysznice czy użycie kaftanów bezpieczeństwa. W opinii Foucaulta takie zabiegi prowadziły do powtarzającej się brutalności do czasu, aż wzorzec osądzania i kary został zinternalizowany przez pacjenta.
Mimo że Foucault podkreślał, że jego zamiarem w żadnym razie nie było atakowanie psychiatrii czy napisanie „manifestu antypsychiatrii” to jego praca przetłumaczona i wydana w Anglii stała się jedną z ewangelii ruchu antypsychiatrów, który doprowadził też wiele zawartych w niej tez do skrajności.
Drugą znaczącą książką Foucaulta była Naissance de la clinique: une archéologie du regard médical (Narodziny kliniki. Archeologia spojrzenia medycznego) opublikowana w roku 1963. Stanowi ona swoistą kontynuację i dopełnienie Historii szaleństwa. Autor śledzi w niej rozwój profesji medycznej, a w szczególności instytucji kliniki (rozumianej w większości jako szpital, w którym prowadzi się nauczanie). Głównym motywem jest „spojrzenie medyczne” tradycyjnie ograniczone do małych, wyspecjalizowanych instytucji takich jak szpitale i więzienia, ale które Foucault bada w odniesieniu do szerszych przestrzeni społecznych jakie rządzą masową populacją.
Publikując w 1966 roku Les mots et les choses. Une archéologie des sciences humaines (Słowa i rzeczy. Archeologia nauk humanistycznych), odniósł następny sukces wydawniczy. Choć Foucault wolał nadać swojej pracy tytuł L’Ordre des Choses (Porządek rzeczy) – musiał go zmienić, gdyż była już inna książka o takim tytule. Książkę rozpoczyna rozległa rozprawa na temat obrazu Las Meninas autorstwa Diego Velázqueza i złożonych układów jego linii widoków, ukryć i odsłon. Następnie rozwijana jest główna teza: wszystkie okresy w historii posiadały w swej głębi specyficzne uwarunkowania prawdy, która stanowiła, co było akceptowalne jako, na przykład, dyskurs naukowy. Znaczenie ma parezjastyczność wypowiedzi. Michel Foucault analizując to podkreśla, że parezja jest rodzajem aktywności mowy, w której relację z prawdą określa szczerość, relację z życiem definiuje niebezpieczeństwo, relację z sobą i innymi charakteryzuje krytycyzm, zaś z moralnym prawem wyraża wolność i obowiązek.
Foucault dowodzi, że te uwarunkowania dyskursu zmieniały się wraz z upływem czasu w wyniku większych i stosunkowo gwałtownych zmian, od jednego okresu epistemologicznego do innego. Nietzscheańska krytyka wartości oświeceniowych przedstawiona w Les mots et les choses miała duży wpływ na historię kultury. To właśnie tu Foucault przedstawił obrazoburczą tezę, że „człowiek jest tylko niedawnym wynalazkiem” i że nadchodzi „koniec człowieka”. Książka ta uczyniła Foucaulta prominentnym intelektualistą francuskim. Za sprawą wypowiedzi na ostatnich stronach tej książki o „śmierci człowieka” nazwisko Foucaulta trafiło na czołówki gazet. Hasło „śmierć człowieka”, choć zatracając swój właściwy sens, stało się od tej pory znakiem rozpoznawczym Foucaulta.
W roku 1969 w Collège de France wygłosił wykład pod tytułem Czym jest autor? – wystąpienie to stało się ważnym przyczynkiem w dyskusji na temat roli autora w literaturze współczesnej. W wydanej w 1969 roku rozprawie L’archéologie de savoir (Archeologia wiedzy) rozwijał zastosowaną wcześniej metodę. W 1970 roku w Collège de France w wykładzie inauguracyjnym L’ordre du discours (Porządek dyskursu) nakreślił program badań odwołujący się do tez wyłożonych wcześniej w Archeologii wiedzy.
W 1975 roku opublikował Surveiller et punir. La naissance de la prison (Nadzorować i karać. Narodziny więzienia). Praca powstała w czasach aktywnej działalności politycznej Foucaulta (1971–1977), którą kierował przeciwko wszelkim postaciom władzy, które uznawał za represyjne czy zniewalające. Wspiera wysuwane przez niego żądania reformy systemu więziennictwa. Książkę otwiera wymowny opis brutalnej egzekucji publicznej Roberta-François Damiensa z 1757 roku, który usiłował zamordować Ludwika XV. Przeciwstawia temu opisowi bezbarwny harmonogram więzienny z czasów zaledwie o 80 lat późniejszych. Foucault stawia tu pytanie: jak w tak krótkim czasie mogła nastąpić w społeczeństwie francuskim taka zmiana w sposobie karania skazanych. Są to ilustracje dwóch kontrastujących sposobów technologii karania Foucaulta. Pierwszy sposób, karanie monarchiczne ujmuje represję populacji poprzez brutalne publiczne pokazy egzekucji i tortur. Drugi sposób, karanie dyscyplinarne jest tym, co zdaniem Foucaulta, praktykuje się współcześnie. Karanie dyscyplinarne daje profesjonalistom (takim jak psycholodzy, oficerowie więzienni itp.) władzę nad więźniami – w szczególności to, jak długo więzień pozostanie w więzieniu zależy od osądu profesjonalistów.
Foucault porównuje współczesne społeczeństwo do projektu więzienia w układzie Panoptikonu autorstwa Jeremiego Benthama (projekt ten nigdy nie został zrealizowany w swej oryginalnej postaci, ale mimo to stał się bardzo wpływowy): w Panoptikonie, pojedynczy dozorca może pilnować wielu więźniów, podczas gdy sam pozostaje niewidoczny. Ciemny loch z czasów przedwspółczesnych zastąpiono jasnym nowoczesnym więzieniem, ale Foucault przestrzega, że widoczność stanowi zasadzkę. To właśnie poprzez taką widoczność, jak pisze Foucault, współczesne społeczeństwo egzekwuje władzę i wiedzę swoich systemów kontroli (Foucault sądził, że określenia władza i wiedza są tak zasadniczo ze sobą powiązane, że często tworzył jeden zwrot z łącznikiem: „władza-wiedza”). Wzrost widoczności prowadzi do umieszczania władzy na coraz to bardziej zindywidualizowanym poziomie, co uwidacznia się w możliwości śledzenia przez instytucje jednostek w ciągu ich życia. Foucault sugeruje, że „więziennicze kontinuum” przebiega na wskroś współczesne społeczeństwo, począwszy od więzień charakteryzujących się maksymalnym zabezpieczeniem, poprzez zabezpieczone miejsca pobytu, okresy próby, pracowników społecznych, policję, nauczycieli aż do codziennego życia w pracy i w domu. Wszyscy są powiązani poprzez (rozmyślny lub nierozmyślny) dozór (nadzór, stosowanie norm akceptowalnego zachowania) jednych ludzi przez drugich. W ten sposób Foucault roztoczył dość ponurą wizję współczesnego państwa przenikniętego siecią stosunków władzy.
Nadzorować i karać. Narodziny więzienia to praca Foucaulta, która z wszystkich jego prac zdobyła sobie najwyższe uznanie w środowisku socjologów. W ankiecie zorganizowanej przez Międzynarodowe Stowarzyszenie Socjologiczne (ISA), w której głosowano na najważniejsze książki socjologiczne XX wieku Nadzorować i karać uplasowała się na 16. pozycji wśród blisko tysiąca innych wskazanych prac.
Podczas cotygodniowych wykładów w Collège de France, jakie prowadził od stycznia do marca 1976 roku zastanawiał się, czy relacje władzy można analizować, odwołując się do modelu wojny. Foucault zdefiniował dwa rodzaje władzy: władzę nad ciałami za pomocą technik nadzoru i instytucji karnych oraz biowładzę, która sprawowana jest nad populacją, nad życiem i żywymi istotami. Analizując dyskursy o wojnie ras oraz opowieści o podbojach, nakreślił genealogie biowładzy i rasizmów państwowych. W tym czasie Foucault stał się sławny w USA, gdzie odbierano go raczej nie jako filozofa czy historyka, ale bardziej jako myśliciela zajmującego się teorią polityki lub teorią społeczną.
W roku 1976 Foucault opublikował La volonté de savoir (Wola wiedzy) – pierwszy tom zakrojonego na wielką skalę ostatniego dzieła Histoire de la sexualité (Historia seksualności). Tytuł Historia seksualności kryje dwa projekty serii książkowych z roku 1976 i z roku 1984.
Pierwszy projekt przewidywał sześć publikacji, z których ukazała się jedynie pierwsza La volonté de savoir. Pozostałe pięć miały nosić tytuły La chair et le corps, La croisade des enfants, La femme, la mere et l’hysterique, Les pervers, Populations et races, zapewne miały być jedynie rozwinięciem tomu pierwszego i być może dlatego okazały się ostatecznie zbyt nudnym zajęciem dla ich niedoszłego autora.
Pierwszy, najczęściej cytowany tom Wola wiedzy został opublikowany w 1976 roku, kiedy Foucault miał 50 lat i dzięki wcześniejszym publikacjom zdobył już sobie opinię jednego z najwybitniejszych filozofów francuskich. Praca ta ukazała się niedługo po wydaniu książki Nadzorować i karać i podobnie odwraca wielowiekową formułę, wedle której to „ciało stanowi więzienie duszy”, przedstawiając tezę, że to „dusza stanowi więzienie ciała”. Foucault skupia w niej uwagę przede wszystkim na ostatnich dwóch stuleciach i funkcjonowaniu seksualności jako analizy władzy związanej z wyłonieniem się nauki o seksualności (scientia sexualis) oraz z wyłonieniem się biowładzy na Zachodzie. W tomie tym Foucault szuka odpowiedzi na pytanie, jak we współczesnych społeczeństwach europejskich ukształtowało się w XIX w. doświadczenie seksualności, które wypowiada dyskurs psychoanalityczny. Foucault atakuje „hipotezę represji” – szeroko rozpowszechnioną wiarę, że szczególnie od XIX stulecia, ma miejsce „represja” naturalnego popędu seksualnego. Według Foucaulta hipoteza represji seksualności myli przyczynę ze skutkiem. Autor Woli wiedzy stawia tezę, że to, co określa się represją seksualności, faktycznie stanowiło seksualność jako zasadniczą cechę ludzkiej tożsamości i wywołało proliferację dyskursu na ten temat. Innymi słowy seksualność „produkuje” duszę, a jednocześnie „pozbawia” ciała – mówi, że wyzwala pragnienie, a w istocie „dyskursywizuje” seks.
Po ośmiu latach Foucault powrócił do pracy nad Historią seksualności zmieniły się jednak jego poglądy. Dwa kolejne tomy Historii Seksualności (Użytek z przyjemności i Troska o siebie) to w zasadzie akademickie prace historyka idei, poświęcone moralności starożytnej, napisane spokojnym i rzeczowym stylem. Problem stosunku rozumu do siły Foucault próbuje w nich rozwiązać, eksplorując rolę seksualności w starożytnej Grecji i starożytnym Rzymie. Szuka odpowiedzi na pytanie, dlaczego zachowania seksualne i związane z nimi rozkosze stanowią przedmiot zainteresowania moralistów i skąd bierze się taka troska, która wpływa na inne dziedziny życia, takie jak reguły żywieniowe czy powinności obywatelskie.
Powstał też czwarty tom Les aveux de la chair – owoc studiów nad literaturą wczesnego chrześcijaństwa dotyczący seksualności w chrześcijaństwie. Tom był prawie kompletny przed śmiercią autora, ale nie został nigdy opublikowany z uwagi na zastrzeżenie w testamencie Foucaulta; obecnie przechowywany jest w jego archiwum. Ostatecznie dwa kolejne tomy Historii seksualności: L usage des plaisirs (Użytek z przyjemności) i Le souci de soi (Troska o siebie) zostały opublikowane przed śmiercią Foucaulta w 1984 r. To ostatnie dzieło Foucaulta, dzieło będące przesłaniem (bądź swoim panem, a nie niewolnikiem, zostań swoim własnym dziełem). Tak traktowane było i przez samego autora, który redagując ostatnie tomy, zdawał sobie sprawę, że niebawem umrze.

## Krytyka
- niechęć do budowania systemu sprawia, że teoria jest wieloznaczna i niezrozumiała (zarzut Jerzego Szackiego),
- brak refleksji nad uprawomocnieniem teorii,
- krytyka podmiotu dokonana przez Foucaulta pozbawia teorię mocy emancypacyjnej, gdyż brakuje instancji, która mogłaby podlegać emancypacji (zarzut Jürgena Habermasa).

## Foucault o mediach i komunikacji
W pracach Michaela Foucaulta pojawia się teza, że istnieje opozycja między rzeczywistością a iluzją. Idea lub obraz nie mają wielkiego znaczenia, jeśli nie są częścią rzeczywistości. Twierdził, że obecność władzy scentralizowanej i wszechobecnej sprawowanej przez urządzenia obserwacyjne i władzy przez wyznanie powoduje dzielenie się własnym, prywatnym życiem wewnętrznym, które jest powstrzymywane przez instytucje.

## Publikacje w oryginale
- Maladie mentale et psychologie, Presses Universitaires de France, coll. „Quadrige”, Paryż 1954
- Histoire de la folie à l'âge classique. Folie et déraison, Gallimard, coll. „Tel”, Paryż 1961
- Naissance de la clinique. Une archéologie du regard médical, Presses Universitaires de France, Paryż 1963
- Raymond Roussel, Gallimard, Paryż 1963
- Les mots et les choses. Une archéologie des sciences humaines, Gallimard, coll. „Bibliothèque des sciences humaines”, Paryż 1966
- La pensée du dehors, Fata Morgana, Paris, 1966
- L’archéologie du savoir, Gallimard, coll. „Bibliothèque des Sciences humaines”, Paryż 1969
- Sept propos sur le septième ange, Fata Morgana, Paryż 1970
- L’ordre du discours, Gallimard, Paryż 1971
- Ceci n’est pas une pipe, Fata Morgana, Fontfroide-le-Haut, 1973
- Surveiller et punir. Naissance de la prison, Gallimard, Paryż 1975
- Histoire de la sexualité; 1: La volonté de savoir, Gallimard, Paryż 1976; t. 2: L’usage des plaisirs, Gallimard, Paryż 1984; t. 3: Le souci de soi, Gallimard, Paryż 1984
- Dits et écrits, t. 1:1954–1975, Gallimard, coll. „Quarto”, Paryż 2001
- Dits et écrits, t. 2: 1976–1988, Gallimard, coll. „Quarto”, Paryż 2001

Transkrypcje wykładów wygłoszonych w Collège de France:
- 1973–1974: Le pouvoir psychiatrique, Gallimard, Paryż 2003
- 1974–1975: Les anormaux, Gallimard, Paryż 1999
- 1975–1976: Il faut défendre la société, Gallimard, Paryż 1997
- 1977–1978: Sécurité, territoire, population, Gallimard, Paryż 2004
- 1978–1979: Naissance de la biopolitique, Gallimard, Paryż 2004
- 1981–1982: L’herméneutique du sujet, Gallimard, Paryż 2001

## Tłumaczenia na język polski
- Choroba umysłowa a psychologia, Warszawa 2000, Wydawnictwo KR, s. 136, ISBN 83-86989-58-0 (Maladie mentale et psychologie 1954)
- Historia szaleństwa w dobie klasycyzmu, przedmowa Marcin Czerwiński, Warszawa 1987, Państwowy Instytut Wydawniczy, ISBN 83-06-01315-8 (Folie et déraison. Histoire de la folie à l'âge Classique 1961)
- Narodziny kliniki, przełożył Piotr Mrówczyński, Wydawnictwo KR, Warszawa 1999. ISBN 83-86989-49-1 (Naissance de la clinique. Une archéologie du regard médical 1963)
- Raymond Roussel, przełożył Grzegorz Wilczyński, Wydawnictwo KR, Warszawa 2001, ISBN 83-86989-86-6 (Raymond Roussel 1963)
- Słowa i rzeczy: Archeologia nauk humanistycznych, Wyd. Słowo/Obraz Terytoria, Gdańsk, wyd I: 2005 (2 tomy), ISBN 83-87316-24-5 ; wyd. II: 2007, ISBN 978-83-7453-746-9 (Les mots et les choses. Une archéologie des sciences humaines 1966)
- Archeologia wiedzy, I wyd: Warszawa 1977, Państwowy Instytut Wydawniczy; II wyd: Warszawa 2002, Wydawnictwo De Agostini Polska, ISBN 83-7316-034-5 (L’archéologie du savoir 1969)
- Porządek dyskursu. Wykład inauguracyjny wygłoszony w College de France 2 grudnia 1970, tłum. Michał Kozłowski. Wyd. Słowo/Obraz Terytoria, Gdańsk 2002, ISBN 83-88560-87-5 (L’ordre du discours 1971)
Recenzja (Łukasz Dominiak w czasopiśmie „Dialogi polityczne”)
- To nie jest fajka, Wyd. Słowo/Obraz Terytoria, Gdańsk 1996, ISBN 83-905063-6-X (Ceci n’est pas une pipe 1973)
- Ja, Piotr Rivière, skorom już zaszlachtował moją matkę, moją siostrę i brata mojego... Przypadek matkobójcy z XIX wieku, Gdańsk 2002, Wyd. Słowo/Obraz Terytoria, ISBN 83-88560-62-X (Moi, Pierre Rivière, ayant égorgé ma mère, ma sœur et mon frère: un cas de parricide au XIXe siècle 1973)
- Nadzorować i karać, Wydawnictwo Fundacji Aletheia, wyd I: Warszawa 1993, koedycja z wyd. Spacja, s. 383, ISBN 83-85277-24-2, ISBN 83-901171-3-4 ; wyd II: Warszawa 1998, ISBN 83-87045-21-7 ; wyd III: Warszawa 2009, s. 311, ISBN 978-83-61182-38-2; wyd IV: Warszawa 2020, przekład: Tadeusz Komendant, s 475, ISBN 978-83-65680-64-8 (Surveiller et punir. Naissance de la prison 1975)
- Trzeba bronić społeczeństwa: Wykłady w Collège de France, przełożyła Małgorzata Kowalska, Wydawnictwo KR, Warszawa 1998, ISBN 83-86989-33-5 (Il faut défendre la société 1976)
- Bezpieczeństwo terytorium populacja. Wykłady w Collège de France 1977/1978, tł. Michał Herer, Warszawa 2010, Wydawnictwo Naukowe PWN, ISBN 978-83-01-16345-7 (Sécurité, territoire, population 1977–1978)
- Narodziny biopolityki. Wykłady z Collège de France 1978/1979, tł. Michał Herer, Warszawa 2011, Wydawnictwo Naukowe PWN, ISBN 978-83-01-16852-0 (Naissance de la biopolitique. Cours au College de France 1978–1979)
- Historia seksualności, wyd. I: Warszawa 1995, 2000, Spółdzielnia Wydawnicza „Czytelnik”, ISBN 83-07-02771-3; wyd. II: Gdańsk 2010, Wyd. Słowo/Obraz Terytoria, s. 488, ISBN 978-83-7453-968-5 (Histoire de la sexualité, vol. 1 : La volonté de savoir, 1976; Histoire de la sexualité, vol. 2 : L’usage des plaisirs, 1984; Histoire de la sexualité, vol. 3 : Le souci de soi, 1984)
- Filozofia, historia, polityka. Wybór pism, Warszawa – Wrocław 2000, Wydawnictwo Naukowe PWN, s. 322, ISBN 83-01-13381-3 (Dits et écrits, Omnes et singulatim)
- Powiedziane, napisane: Szaleństwo i literatura (wybór pism), Wydawnictwo Fundacji Aletheia, Warszawa 1999, ISBN 83-87045-45-4 (Dits et écrits, t. 1:1954–1975, t. 2: 1976–1988)

### Artykuły w języku polskim
- M. Foucault, Nietzsche, Freud, Marks, przeł. K. Matuszewski, „Literatura na świecie” 1988 nr 6.
- M. Foucault, Polityka zdrowia w XVIII wieku, „Klio. Czasopismo poświęcone dziejom Polski i powszechnym”, nr 15/2010 r.